# 納見佳容
納見 佳容（のうみ かよ、本名：堀内 佳容（ほりうち かよ、旧姓：納見）、1976年6月4日 - ）は、日本の元女優・元プロレスラー。愛知県知立市出身。

## 来歴・人物
1995年10月14日、全日本女子プロレス（全女）後楽園ホール大会にてデビュー（相手は最上眞理）。翌年3月に退団（退団の直前、観月ありさをもじった「水無月えりさ」というリングネームに改名予定だった）。その後およそ1年間の社会人生活を経て、1997年に全女へ復帰し再デビューを果たす。そのルックスからアイドルとして人気を集め、脇澤美穂、中西百重、高橋奈苗（脇澤引退後は西尾美香）とキッスの世界としてCDデビューを果たした。
ルックスの良さと、細身の身体によるファイトで人気を集めたが、自身はなかなか増えない体重に悩まされていた。久光製薬の湿布薬（のびのびサロンシップ）のCFキャラクターに起用された際のキャッチコピー「こう見えても、彼女はプロレスラー」がそれを象徴している。プロレス週刊誌にて、逆ダイエット（体重増加）企画を行ったこともあった。
2004年4月18日、後楽園ホールでの前川久美子戦で引退。その後、つかこうへいの下で鍛えられ、女優へ転身。主に舞台を中心に活動した。
2007年4月15日、2002年ごろに知り合い交際を続けていたダンスユニット『PaniCrew』のメンバー堀内和整と結婚。2010年に第一子（長男）を出産。
2017年3月31日付で所属していたトゥインクルを退社し女優業を引退した。
2021年4月25日、アウトドアの動画を中心に投稿するYouTubeチャンネルを開設。

## タイトル歴
- オールパシフィック王座（第43代）
- 全日本シングル王座（第31代、第33代）
- HHH王座 (Hirota Henachoko Handmade 王座)（第58代）
- 全日本タッグ王座（第24代、第27代、第29代。パートナーはいずれも脇澤美穂）

## 得意技
- ダブルリスト・アームサルト
- フィッシャーマンズ・バスター

## 入場テーマ曲
- SMILE ON THE BATTLEFIELD （格闘女神ATHENA feat. キッスの世界に収録）

## 出演
- 舞台
  - 蒲田行進曲（2004年9月1日 - 3日）
つかこうへいにこの作品で鍛え上げられた。
  - 革命の林檎（2004年12月22日 - 29日）
  - 悲しき天使（2005年8月2日 - 7日）
  - BANG! BANG! BANG! 〜ちょっとだけ大作戦!〜（2005年9月7日 - 11日）
  - 幕末ノ丘（2006年5月31日 - 6月4日）
  - 新・夏の魔球（2006年9月28日 - 10月1日）
  - 男・運（2006年10月6日 - 9日）
  - ベニバラ兎団「7@dash II 〜業務連絡！ 主演女優が居なくなりました〜」(2009年4月1日 - 5日、中野ザ・ポケット)
- ドラマ
  - ランブリングフィッシュ（2006年、KBS京都）- 三沢絵里子 役
  - Cross Chord（DVD）
- その他の番組
  - 超豪華!!スタア同窓会（2010年10月5日、日本テレビ）
- 映画
  - 猿飛佐助II 〜闇の軍団〜（月影役）（2005年秋公開）
- 声優
  - BLEACH（夏井真花役）（2004年10月5日 - ）

## 作品

### 写真集
- Damage（2001年8月1日、インターメディア出版、撮影：沢渡朔）ISBN 978-4901350396
- CAT（2002年7月1日、ワニマガジン社、撮影：沢渡朔）ISBN 978-4898298534
- minino（2003年5月1日、双葉社、撮影：小塚毅之）ISBN 978-4575295535
- Know Me?（2003年12月25日、竹書房、撮影：長浜治）ISBN 978-4812414668
- のんのん・ハイパー―納見佳容引退記念スペシャル（2004年2月1日、ベースボール・マガジン社、編纂：Deluxeプロレス）ISBN 978-4583612577

### シングル
- バクバクKiss（2000年）
- Kiss Of The World（2001年）

### アルバム
- バクバクKissの世界 -W EXPLOSION-（2000年）

### DVD
- Woo ye!!（2003年8月15日、イーネット・フロンティア）
- COLD MOON（2008年10月7日、アタッカーズ）
- 野獣学園（2008年12月7日、アタッカーズ）
- 女郎月（2009年4月7日、アタッカーズ）・・・共演：もちづきる美、大竹一重、西本はるか、納見佳容、かすみ果穂